# 아멜리에
《아멜리에》(프랑스어: Le Fabuleux Destin d'Amélie Poulain →아멜리 폴랑의 멋진 운명)는 장피에르 죄네 감독의 2001년 로맨틱 코미디 영화이다. 몽마르트르를 배경으로 현대 파리인들의 삶을 기발하게 묘사하였다.
영화는 비평가들의 호평을 받았으며 흥행에서도 성공을 거두었다. 유럽 영화상 작품상, 세자르상 4개 부문, 영국 아카데미상 2개 부문을 수상하였으며 또한 아카데미상 5개 부문(미술상, 촬영상, 외국어 영화상, 각본상, 음향상) 후보에 올랐다.

## 줄거리
아멜리 풀랭은 1974년에 태어나 특이한 부모 밑에서 자랐는데, 부모는 그녀가 심장 결함을 가지고 있다고 잘못 믿고 재택 학습을 시켰다. 외로움에 대처하기 위해 아멜리는 활발한 상상력과 장난기 많은 성격을 발달시킨다. 아멜리가 여섯 살 때, 그녀의 어머니 아망딘은 자살하려는 캐나다인 관광객이 노트르담 대성당 지붕에서 뛰어내려 그녀 위에 떨어져 사망한다. 그 결과 그녀의 아버지 라파엘은 점점 더 사회에서 멀어진다. 아멜리는 18세에 집을 떠나 몽마르트르에 있는 카페 데 2 물랭에서 웨이트리스가 되는데, 그곳은 괴짜들로 가득 차 있다. 그녀는 독신이며 상상력을 자유롭게 발휘하며, 곡물 자루에 손을 담그거나, 숟가락으로 크렘 브륄레를 깨뜨리거나, 생마르탱 운하를 따라 수제비를 뜨는 등 소박한 즐거움에서 만족을 찾는다.
1997년 8월 31일, 웨일스 공비 다이애나의 죽음 소식에 놀란 아멜리는 플라스틱 향수 마개를 떨어뜨리고, 이로 인해 벽 타일이 떨어져 수십 년 전 그녀의 아파트에 살았던 소년이 숨겨놓은 어린 시절 기념품이 담긴 낡은 금속 상자를 우연히 발견한다. 아멜리는 그 소년을 찾아 상자를 돌려주기로 결심한다. 그녀는 그 상자가 소년을 행복하게 한다면 다른 사람들에게 행복을 가져다주는 데 자신의 삶을 바치겠다고 다짐한다.
아파트 관리인과 몇몇 옛 세입자들에게 소년의 신원에 대해 물어본 후, 아멜리는 은둔적인 이웃 레이몽 뒤파옐을 만난다. 그는 불완전 뼈형성증을 앓는 예술가로, 매년 오귀스트 르누아르의 1881년 그림 뱃놀이 점심을 복제한다. 그는 그 소년의 이름을 "브레토도"라고 기억한다. 아멜리는 도미니크 브레토도라는 남자를 찾아 몰래 상자를 건네준다. 상자 속에서 발견한 물건들과 기억들에 감동하여 눈물을 흘린 브레토도는 소원해졌던 딸과 한 번도 만난 적 없는 손자와 화해하기로 결심한다. 아멜리는 행복하게 새로운 임무를 시작한다.
아멜리는 주변 사람들의 삶에 긍정적인 영향을 미치는 복잡한 계획들을 비밀리에 실행한다. 그녀는 맹인 남성을 지하철역까지 에스코트하면서 그가 지나치는 거리 풍경을 풍부하게 묘사해준다. 그녀는 아버지의 정원 요정을 훔쳐서 비행기 승무원 친구에게 전 세계의 랜드마크 앞에서 포즈를 취한 사진을 보내도록 하여 아버지가 세계 여행의 꿈을 따르도록 설득한다. 그녀는 건강염려증이 있는 동료 조르제트와 카페 단골 손님 조제프 사이에 로맨스를 시작한다. 그녀는 아파트 관리인 마들렌 월리스에게 그녀를 버렸던 남편이 몇 년 전 사고사하기 직전에 마지막 화해 편지를 보냈다고 믿게 한다. 그녀는 심술궂은 채소 가게 주인 콜리뇽에게 장난을 친다. 정신적으로 지친 콜리뇽은 더 이상 온순하고 착한 조수 뤼시앵을 학대하지 않는다. 기뻐한 뤼시앵은 나중에 채소 가판대를 맡게 된다.
뒤파옐은 아멜리를 관찰하다가 그의 그림에 대해 그녀와 대화를 시작한다. 그는 같은 르누아르 그림을 20번이나 복제했지만, 물 한 잔을 마시는 소녀의 표정을 제대로 포착하지 못했다. 그들은 이 등장인물의 의미에 대해 논의하고, 몇 차례의 대화를 통해 아멜리는 자신의 외로움을 그림 속 이미지에 투영하기 시작한다. 뒤파옐은 이를 알아채고 그림 속 소녀를 통해 아멜리가 여권 사진 부스에서 버려진 낯선 사람들의 사진을 수집하는 독특한 젊은 남자 니노 캥캉푸아에 대한 자신의 끌림을 탐구하도록 밀어붙인다. 아멜리가 니노와 두 번째로 우연히 마주쳤을 때, 그녀는 그에게 사랑에 빠지고 있음을 깨닫는다. 그는 실수로 사진첩을 길에 떨어뜨린다. 아멜리가 그것을 주워간다.
아멜리는 니노에게 귀중한 앨범을 익명으로 돌려주기 전 파리 전역에서 니노와 숨바꼭질을 한다. 2 물랭에서 만남을 주선한 후, 아멜리는 당황하여 자신의 신분을 부인하려고 한다. 아멜리의 안녕을 걱정한 그녀의 동료 지나가 그녀를 위해 니노를 면담한다. 조제프의 이 말은 아멜리가 니노를 지나에게 빼앗겼다고 오해하게 만든다. 뒤파옐의 통찰력 덕분에 그녀는 니노를 쫓을 용기를 얻고, 그 결과 낭만적인 밤을 보내며 관계를 시작한다. 영화는 아멜리가 자신을 위해 찾은 행복의 순간을 경험하면서 끝난다.

## 출연
- 오드리 토투 - 아멜리에 폴랑
  - 플로라 기에 - 어린 아멜리에
- 마티외 카소비츠 - 니노 캥캉푸아
  - 아모리 바보 - 어린 니노
- 뤼퓌스 - 라파엘 폴랑
- 세르주 메를랭 - 레몽 뒤페엘
- 로렐라 크라보타 - 아망딘 폴랑
- 클로틸드 모예 - 지나
- 클레르 모리에 - 쉬잔
- 이자벨 낭티 - 조르제트
- 도미니크 피농 - 조제프
- 아르튀 드 팡게릉 - 이폴리토
- 욜랑드 모로 - 마들렌 왈라스
- 위르뱅 캉셀리에 - 코이뇽
- 자멜 드부즈 - 뤼시앵
- 모리스 베니슈 - 도미니크 브르토도
- 미셸 로빈 - 콜리뇽
- 클라우드 페론 - 에바
- 아멜르 - 필로메인
- 티키 홀가도 - 사진 속의 남자
- 르베인 켄셀리어 - 코릭온
- 소프리 틸러 - 조셀트

## 한국판 성우진 (KBS, 2003년 5월 11일)
- 정미숙 - 아멜리에(오드리 토투)
- 김승준 - 니노(마티외 카소비츠)
- 김병관 - 해설
- 송연희 - 아멜리에 엄마
- 송두석 - 아멜리에 아빠
- 김정미 - 마도
- 김관진 - 꼴리뇽
- 이진화 - 조제뜨
- 성선녀 - 수잔
- 김영민 - 조셉(도미니끄 피뇽)
- 이완호 - 유리 할아버지
- 성완경 - 이뽈레뜨
- 사성웅 - 루시엥
- 임채헌 - 스포츠 캐스터
- 소연 - 에바

## 참고 사항
- 영화 자체는 매우 사랑스럽고 아기자기한 분위기인데, 2001년 개봉 당시 등급은 오히려 청소년 관람불가이다. 노출 때문이다.[2] 초반에 실제 임산부 나체와 출산씬이 나온다. 그리고 영화 중간에도 야한 장면이 딱 두 장면 더 나온다. 다만 2021년 재개봉은 15세 등급을 받았는데 성적 맥락에서의 노출이 아니라는 게 등급 결정의 이유이다.

## 같이 보기
- 프랑스 영화